# Bertényi Iván (történész, 1939)
Bertényi Iván (Budapest, 1939. augusztus 16. –) magyar történész, egyetemi tanár, az MTA doktora.

## Életpályája
Édesapja dr. Bertényi István, édesanyja Gesztelyi Margit (1904-1993) volt. Apai nagyszülei dr. Bertényi Iván (1855-1898), királyi törvényszéki bíró, és kövesdi Wenzel Ilona (1875-1943) voltak. Kövesdi Wenzel Ilona édesapja kövesdi Wenzel Gusztáv (1812-1891), történész, jogász, volt. 
Bertényi Iván 1957 és 1963 között az ELTE Bölcsészettudományi Kar történelem-magyar nyelv és irodalom szakon tanult és levéltárosi speciális képesítést szerzett. 1963–1968-ban az ELTE BTK Történeti Intézet Történelem Segédtudományai Tanszék gyakornok tanársegéde, 1968–1975 között adjunktus, 1975–1990 között docens, 1990-től egyetemi tanár, 1999–2004 között pedig tanszékvezető.
1987–1993 között a Keszthelyi Helikon Könyvtár igazgatója. 1993–1996 között az Eötvös Collegium igazgatója. 1995–2001 között az ELTE BTK Középkori és Kora Újkori Magyar Történeti Tanszékén egyetemi tanár, tanszékvezető (1995–2001).
1963-tól egyetemi doktor, 1971-től a történelemtudomány kandidátusa, 1986-tól a történelemtudomány doktora (MTA doktora), 1998-tól a Magyar Heraldikai és Genealógiai Társaság elnöke, 1988-tól a Madridi Királyi Heraldikai és Genealógiai Akadémia (Real Academia Matritense de Heráldica y Genealogía) levelező tagja, 1970-től a Nemzetközi Heraldikai Akadémia (Académie internationale d’héraldique) levelező tagja, 1976-tól a Nemzetközi Heraldikai Akadémia (Académie internationale d’héraldique) rendes tagja.

## Munkássága
Oktatási területe a történelem segédtudományai (archaeográfia, címertan, kronológia, oklevéltan, paleográfia, pecséttan), középkori kormányzattörténet, középkori magyar történelem. Kutatási területe középkori kormányzattörténet, középkori magyar történelem (különösen a 14. század története), a Szent Korona története, címertan, pecséttan.
Az 1960-as évek elejétől alapvető szerepe volt a címertan népszerűsítésében. Számos tanulmánya jelent meg (államcímertörténet, antifeudális parasztmozgalmak heraldikája, címeralkotás, címerhasználat, címereslevelek, egyes családok, személyek címerei, egyetemi heraldika, heraldikatörténet, kommunális heraldika, középkori címerjog, középkori magyar heraldika, magyar uralkodóházak heraldikája, rangkoronák). Kis magyar címertan című műve a második világháború után elsőként ismertette meg a nagyközönséggel a címertan szabályait. A Magyar Genealógiai és Heraldikai Társaság újjáalapításának egyik kezdeményezője volt.
A heraldika hazai művelését nagymértékben ösztönözték azok a nemzetközi szakmai kongresszusok, amelyeket Czoma Lászlóval szervezett Keszthelyen. 1988-ban városcímer-történeti konferenciára került sor. 1990-ben genealógiai és heraldikai tudományokat érintő nemzetközi konferencia volt Keszthelyen.
A rendszerváltozás körüli időszakban a magyar államcímer megváltoztatásának (koronás, illetve a korona nélküli hagyományos magyar államcímer) kérdésében fontos szerepet játszott,  Kállay István mellett.

## Művei
- A Toldi szerelme heraldikája. 1963
- Szepesi Jakab országbíró. Bp., é. n. [1970]
- Az országbírói intézmény története a XIV. században. Bp., 1976
- A magyar korona története. Bp., 1978 (2. kiad.: 1980, 3. kiad.: 1986)
- Kis magyar címertan. Bp., 1983
- Magyarország az Anjouk korában. Bp., 1987
- FOURRURES DANS L'HÉRALDIQUE DU MOYEN AGE HONGROIS. Hungarian Studies 3/1-2 (1987). 31-40. l. Akadémiai Kiadó, Budapest
- Nagy Lajos király. Bp., 1989
- Magyarország rövid története. Bp., 1992 (2. kiad.: 1993, 3. kiad.: 1995, 4. kiad.: 1997, 5. kiad.: 1999, 6. kiad.: 2001) [Gyapay Gábor társszerzővel]
- Új magyar címertan. Bp., 1993. (2. kiad.: 1998)
- A Szent Korona története. Bp., 1996
- A tizennegyedik század története. Bp., 2000 (Magyar Századok)
- Szent István és öröksége. Magyarország története az államalapítástól a rendiség kialakulásáig (1000–1440). Bp., 2000 (Tudomány-Egyetem)
- Magyar címertan. Bp., 2003
- A történelem segédtudományai. Szerk. Kállay István, Budapest 1986. 141-168. l. (2. kiadás; újabb kiadása Bp. 1998)
- Címerek és zászlók az Árpád-korban. In: Strigonium antiquum. 2, 1993
- Acta contionis heraldicae municipalis hodierniae anno 1988 in oppido Keszthely habitae. Keszthely, 1990, (Czoma László társszerkesztővel)
- Genealogica et heraldica. 19. Internationaler Kongreß für genealogische und heraldische Wissenschaften (Keszthely, 2—6.10.1990). Kongreßberichte. Keszthely, 1992 [Czoma László társszerkesztővel]
- Magyar történeti szöveggyűjtemény 1000–1526. Bp., 2000
- Az Árpád-ház királyai. Nemzeti dinasztiánk három évszázada; Officina, Bp., 2009
- A címertan reneszánsza. Tanulmányok; Argumentum, Bp., 2010
- Bertényi Iván–Szende László: Anjou-királyaink és Zsigmond kora; Officina, Bp., 2011